# Hadriacus Mons
Hadriacus Mons (31,29° S, 91,86° L) é uma antiga montanha vulcânica de baixo relevo no planeta Marte, localizada no Quadrângulo de Hellas, no hemisfério sul do planeta, a nordeste da Hellas Planitia e a sudoeste do vulcão semelhante Tyrrhenus Mons. Ela possui um diâmetro de 450 quilômetros. Os flancos da montanha sofreram erosão e hoje assumem o formato de barrancos; e a extremidade sul é escavada pelo canal de escoamento Dao Vallis. A grande extensão dos depósitos vulcânicos na região e o diâmetro da caldeira vulcânica levou alguns pesquisadores a acreditarem que essas características foram criadas por um evento explosivo provocado pelo contato entre magma e um volume de água.

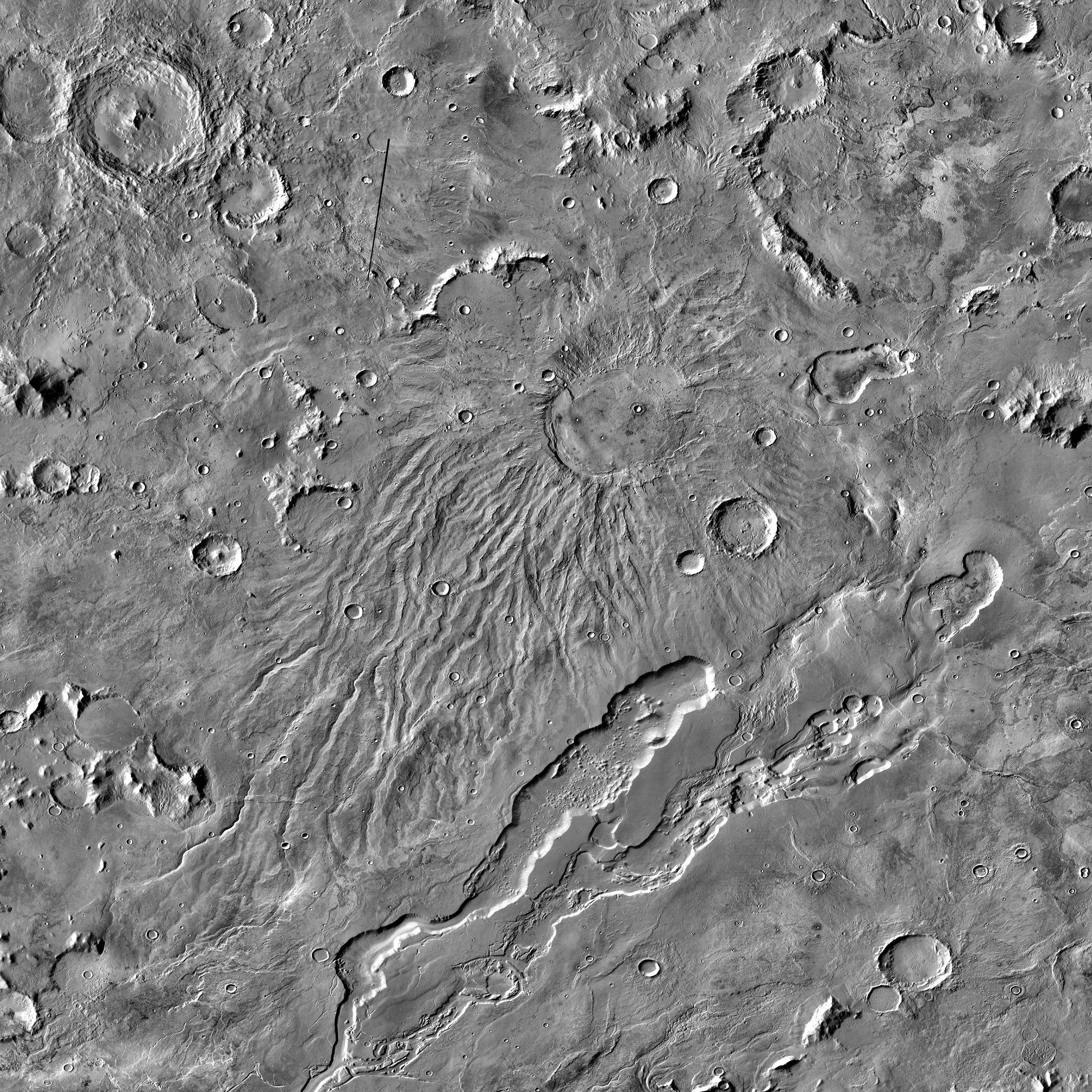
Imagem de infravermelho capturada pelo THEMIS, a bordo da 2001 Mars Odyssey. A caldeira central do monte pode ser vista no canto superior esquerdo. Os canais de escoamento Dao Vallis e Niger Vallis se unem na parte inferior central da imagem.

O nome Hadriacus Mons foi aprovado em 2007. O nome Hadriaca Patera, anteriormente usado para a montanha inteira, hoje em dia denomina a caldeira central, que possui um diâmetro de 66 quilômetros.